# Callisteuma
Callisteuma is een geslacht van vlinders van de familie spanners (Geometridae), uit de onderfamilie Geometrinae.

## Soorten
- C. fringillata Schaus, 1897
- C. hebescens Prout, 1933